# Vignola
Vignola is een gemeente in de Italiaanse provincie Modena (regio Emilia-Romagna) en telt 22.351 inwoners (31-12-2004). De oppervlakte bedraagt 22,9 km2, de bevolkingsdichtheid is 954 inwoners per km2.

## Demografie
Vignola telt ongeveer 9251 huishoudens. Het aantal inwoners steeg in de periode 1991-2001 met 5,2% volgens cijfers uit de tienjaarlijkse volkstellingen van ISTAT.
| Jaar | Inwoneraantal |
| ---- | ------------- |
| 1991 | 20.138        |
| 2001 | 21.178        |

## Geografie
Vignola grenst aan de volgende gemeenten: Castelvetro di Modena, Marano sul Panaro, Savignano sul Panaro en Spilamberto.

## Sport
Vignola was aankomstplaats van de eendaagse wielerkoers Milaan-Vignola. Deze koers werd van 1952 tot 1996 verreden.

## Externe link

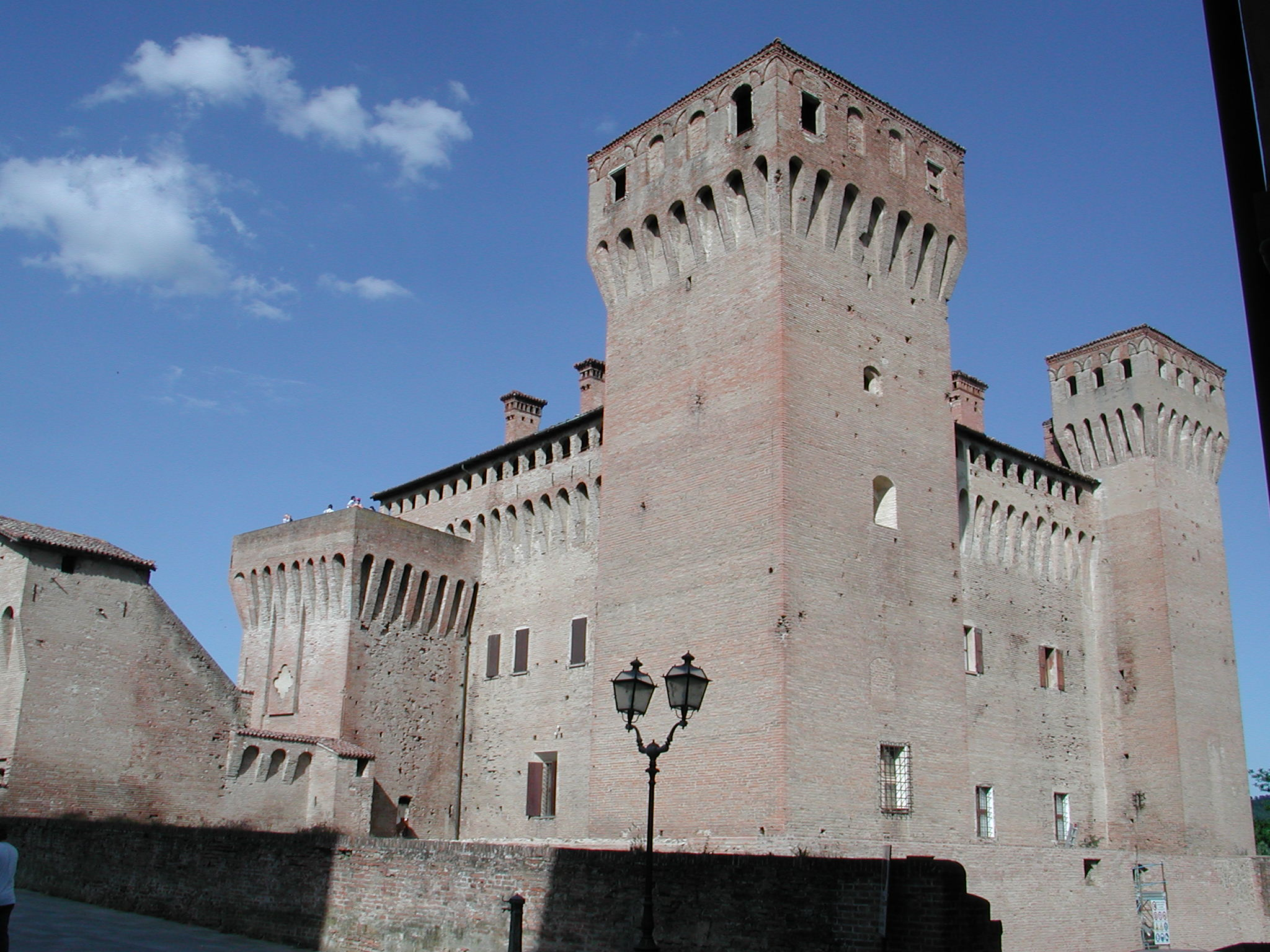
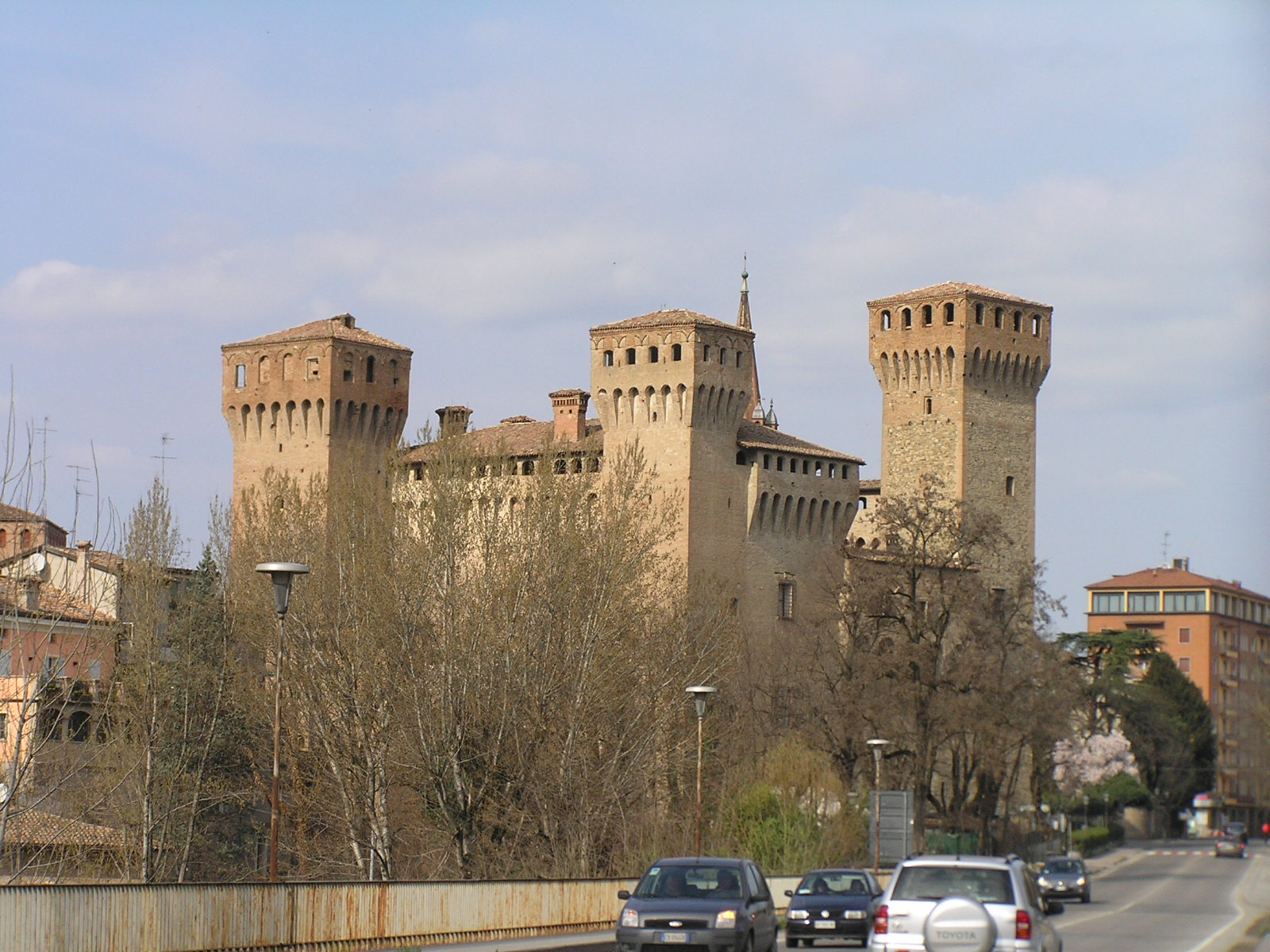